# Albrecht Schmidt (Offizier)
Albrecht Schmidt (* 22. Dezember 1890 in Dillenburg; † nach 1946) war ein deutscher Marineoffizier der Kaiserlichen Marine, Reichsmarine und Kriegsmarine, zuletzt Kapitän zur See. Er war von 1943 bis Kriegsende einziger Kommandeur des Höheren Kommandos der Unterseebootsausbildung.

## Leben
Albrecht Schmidt trat am 1. April 1910 in die Kaiserliche Marine ein. Später war er als Leutnant zur See bis Mai 1915 auf der König. Bis September 1915 war er zur Ausbildung an der U-Boots-Schule. Als Wachoffizier wurde er, ab 22. März 1916 Oberleutnant zur See, bis Dezember 1917 auf U 71 und U 80 eingesetzt. Anschließend wurde er zur Baubelehrung für UB 121 kommandiert. Mit der Indienststellung Mitte Februar 1918 wurde er Kommandant des U-Boots, welches Patrouillenfahrten in der Nordsee ohne Feindkontakt durchführte. Bis Kriegsende war er Kommandant von UB 121. Nach Kriegsende wurde das Boot am 20. November 1918 an Frankreich ausgeliefert.
Nach dem Krieg wurde er in die Reichsmarine übernommen und am 27. Dezember 1919 mit dem Charakter als Kapitänleutnant aus der Marine entlassen.
Später wurde er als E-Offizier in die Kriegsmarine aufgenommen und war 1937 als Korvettenkapitän (E) (Beförderung am 1. Oktober 1935) Lehrer an der Unterseebootschule in Neustadt in Holstein. Bis Februar 1940 blieb er dort Lehrer. Von März 1940 bis Mai 1940 war er Kommandeur der in Aufstellung befindlichen 2. Unterseebootslehrdivision (ULD) in Gotenhafen. Mitte Juni 1940 wurde die U-Bootschule in die 1. Unterseebootslehrdivision umbenannt und nach Pillau verlegt. Schmidt übernahm die im Februar 1940 aufgestellte Unterseebootsausbildungsabteilung (UAA) in Plön und blieb, ab April 1941 in 1. Unterseebootsausbildungsabteilung umbenannt, deren Kommandeur bis November 1941. Am 1. November 1941 wurde er zum Kapitän zur See befördert. Im Dezember 1941 übernahm er die 1. Unterseebootslehrdivision von Hans Ibbeken und blieb in dieser Position bis 5. Januar 1943.
Am 15. Januar 1943 wurde die Einrichtung der Dienststelle Höheres Kommando der Unterseebootsausbildung befohlen und Schmidt war bis Kriegsende Kommandeur der Dienststelle. Im Januar 1946 wurde er aus der Marine entlassen.